# Surmont
Surmont település Franciaországban, Doubs megyében. Lakosainak száma 123 fő (2022. január 1.). Surmont Provenchère, Belleherbe, Laviron és Sancey községekkel határos.

## Népesség
A település népessége az elmúlt években az alábbi módon változott:
| Lakosok száma | 132  | 125  | 128  | 129  | 130  | 128  | 121  | 116  | 115  | 123  |
|               | 1968 | 1982 | 1990 | 2006 | 2013 | 2015 | 2017 | 2019 | 2020 | 2022 |